# MIH電動車開放平台
MIH電動車開放平台（英語：Mobility In Harmony Open EV Platform）是台灣鴻海科技集團於2020年10月中旬所創立的電動汽車開放平台，鴻海科技集團為其創始會員。截至2022年3月底，參與MIH平台聯盟的廠商已超過2300間。

## 成立
台灣雖然有相對完整的汽車代工產業鏈，但在台灣國產車的品牌化上一直不順利。2008年，裕隆汽車曾推出納智捷汽車，試圖為國產車品牌開拓新局，但終究不堪嚴重虧損，於2020年11月宣布退出中國大陸市場，回歸多品牌代工模式。
2010年代後期，鴻海集團展現跨足電動車製造的意願。然而，鴻海集團雖然是全世界最大電子製造服務商（EMS），擁有厚實的資訊及通訊科技製造能力，也具有豐富的全球供應鏈管理經驗與能力，但缺乏整車製造的經驗，而裕隆汽車是台灣唯一具有整車製造能力的車廠，因此2020年3月，鴻海集團與裕隆集團協議合資設立公司，10月中旬創立「MIH電動車開放平台」，11月雙方正式合資設立「鴻華先進科技」，正式跨足電動車領域。

## 經營模式
為了打破傳統汽車產業具有開發費用高、開發期長、資源密集的特性，MIH平台開放技術規格，邀各家廠商加入，目標成為汽車界的Android。相對於傳統汽車產業以硬體為核心的封閉系統，MIH方案則以軟體定義為核心，使硬體及軟體可以分開開發。鴻海集團也可以藉由產業聯盟及開放規格的方式，分散風險，且能擴大汽車電子零組件的出貨量。
2021年7月財團法人MIH EV研發院正式成立，成為中華民國財團法人法下獨立的非營利組織。目標為創建一個開放式的電動車生態系統，促進移動領域的全面合作，推動行業標準。同時為生態系中的成員彌合差距，進而降低產業的進入門檻，加速創新，縮短開發週期。

## 命名
「MIH」的命名緣由「Mobility In Harmony」的縮寫，鄭顯聰指出希望這個logo帶給大家的是一個比較和諧，而且代表的是移動交通的解決方案。

## 聯盟負責人
- 執行長：鄭顯聰[9]

## 代表車款
- FOXTRON Model T：鴻華先進生產的大型電動巴士，2022年3月16日起用於高雄市公車[10]。
- FOXTRON Model C：鴻華先進生產的休旅車，又為納智捷n⁷原型車
- FOXTRON Model B：鴻華先進生產的掀背車
- FOXTRON Model E：鴻華先進生產的轎跑車
- FOXTRON Model V：鴻海生產的皮卡
- FOXTRON Model N：鴻海生產的貨車
- FOXTRON Model D：鴻華先進生產的MPV
- FOXTRON Model U：鴻華先進生產的中型電動巴士

## 外部連結
- MIH-Mobility In Harmony官方網站 （页面存档备份，存于）
- MIH電動車開放平台的Facebook專頁
- YouTube上的MIH電動車開放平台頻道